# Poliextremófilo
Um poliextremófilo é um organismo que combina várias características extremófilas, ou seja, que é tolerante a vários ambientes extremos, como alta temperatura e acidez. Bons exemplos são o tardígrado e a bactéria Deinococcus radiodurans